# Конверсійні вибухові речовини
Конферсійні вибухові речовини (ВР), (рос. конверсионные ВВ, англ. conversion explosives, conversion blasting agents, нім. Konversionssprengstoffe m pl) — ВР, які раніше використовувалися у військовій справі, а потім, внаслідок закінчення строку зберігання як бойових ВР, використовуються в гірничій справі для вибухового подрібнення гірських порід або здійснення вибухів на викид.
Всі КВР — заряди в снарядах, авіабомбах, торпедах, ракетах, а також артилерійський порох мають великий негативний кисневий баланс, підвищену чутливість (ВР з добавками гексогену, ТЕН, алюмінію і магнію), сильну електризованість (порох), тобто значно небезпечніші при їх застосуванні для промислових потреб, ніж спеціальні промислові ВР.